# 로맹 사이스
로맹 가넴 폴 사이스(아랍어: رومان غانم بول سايس 1990년 3월 26일 ~ )는 모로코의 축구 선수로 현재 사우디 프로페셔널리그의 알샤바브에서 수비수 겸 미드필더로 활동 중이며 모로코 대표팀의 주장을 맡고 있다.

## 수상

### 클럽
울버햄프턴 원더러스
- EFL 챔피언십 : 우승 (2017-18)
- 잉글랜드 FA컵 : 4강 (2018-19)

### 국가대표팀
모로코
- FIFA 월드컵 : 4위 (2022)

### 개인
- 앙제 SCO 올해의 선수 : 2015-16
- 국제축구역사통계연맹 올해의 아프리카 팀 : 2022